# 7800° Fahrenheit
7800° Fahrenheit ist das zweite Studioalbum der US-amerikanischen Rockband Bon Jovi. Es wurde im April 1985 veröffentlicht.

## Hintergrund
Der Titel des Albums rührt daher, dass Sänger Jon Bon Jovi die Schmelztemperatur von Stein (englisch „Rock“, daher synonym zur Musikrichtung Rockmusik) bei 7800° Fahrenheit, was einer Temperatur von etwa 4315° Celsius entspricht, schätzte. Da die Einheit Fahrenheit nahezu ausschließlich in den Vereinigten Staaten genutzt wird, soll der Titel so viel wie American Hot Rock bedeuten. Mit dem Lied Secret Dreams ist auf diesem Album das bis heute einzige Bon-Jovi-Lied enthalten, an dessen Schreibprozess unter anderem auch Schlagzeuger Tico Torres beteiligt war. Auf dem Cover des Albums wird das bis heute häufig verwendete „klassische“ Bandlogo eingeführt.

## Titelliste
1. In and Out of Love (4:28) (Jon Bon Jovi)
2. The Price of Love (4:14) (Bon Jovi)
3. Only Lonely (5:02) (Bon Jovi, David Bryan)
4. King of the Mountain (3:54) (Bon Jovi, Richie Sambora)
5. Silent Night (5:08) (Bon Jovi)
6. Tokyo Road (5:42) (Bon Jovi, Sambora)
7. Hardest Part Is the Night (4:25) (Bon Jovi, Bryan, Sambora)
8. Always Run to You (5:00) (Bon Jovi, Sambora)
9. (I Don't Wanna Fall) to the Fire (4:28) (Bon Jovi, Bryan, Sambora)
10. Secret Dreams (4:54) (Bon Jovi, Sambora, Tico Torres, Bill Grabowski)

### Bonustracks der Special Edition von 2010
1. In and Out of Love (Live) (12:17) (Bon Jovi)
2. Only Lonely (Live) (6:37) (Bon Jovi, Bryan)
3. Tokyo Road (Live) (7:09) (Bon Jovi, Sambora)

### Bonus-CD der japanischen Special Edition von 1998
1. Tokyo Road (Live) (7:03) (Bon Jovi, Sambora)
2. In and Out of Love (Live) (10:08) (Bon Jovi)
3. Hardest Part Is the Night (Live) (5:23) (Bon Jovi, Bryan, Sambora)
4. Silent Night (Live) (7:46) (Bon Jovi, Bryan, Sambora)
5. Only Lonely (Live) (6:13) (Bon Jovi, Bryan)
6. Tokyo Road (Live) (5:59) (Bon Jovi, Sambora)

### Outtakes
1. We Rule The Night

### Wissenswertes zur Bonus-CD der japanischen Special Edition von 1998
- Die erste Liveversion von „Tokyo Road“ wurde 1985 in der Shibuya Public Hall in Tokio aufgenommen und ursprünglich auf der 1985 erschienenen Single Hardest Part Is the Night veröffentlicht.[3]
- Die Liveversion von „In and Out of Love“ wurde 1985 in der Shibuya Public Hall in Tokio aufgenommen und ursprünglich auf der 1985 erschienenen EP Red Hot and 2 Parts Live veröffentlicht.[3]
- Die Liveversion von „Hardest Part Is the Night“ wurde 1985 während der Tour durch Japan aufgenommen und ursprünglich auf der 1986 erschienenen EP Borderline veröffentlicht.[3]
- Die Liveversion von „Silent Night“ wurde 1985 in der Shibuya Public Hall in Tokio aufgenommen und erstmals auf dieser Special Edition veröffentlicht.[3]
- Die Liveversion von „Only Lonely“ wurde 1985 während der Tour durch Japan aufgenommen und erstmals auf dieser Special Edition veröffentlicht.[3]
- Die zweite Liveversion von „Tokyo Road“ wurde 1990 in Rio de Janeiro aufgenommen und ursprünglich auf der 1992 erschienenen Single Bed of Roses veröffentlicht.[3]

### Wissenswertes zur Special Edition von 2010
- Über zwei der drei Liveaufnahmen, die der Special Edition von 2010 hinzugefügt wurden, ist nur bekannt, dass sie während der 7800°-Fahrenheit-Tour aufgenommen wurden. Bei den Liveversionen von „In and Out of Love“ und „Only Lonely“ handelt es sich also nicht um dieselben Liveaufnahmen, die auf der Bonus-CD der japanischen Special Edition von 1998 enthalten sind. Lediglich die Liveaufnahme von „Tokyo Road“ war bereits auf der Bonus-CD von 1998 zu finden und kann somit datiert werden: Die Liveaufnahme wurde 1985 in der Shibuya Public Hall in Tokio aufgenommen. Bei der hier enthaltenen Aufnahme von „Only Lonely“ handelt es sich nicht um eine Liveaufnahme vor Publikum, sondern wohl um einen Soundcheck-Mitschnitt.

Varia
Im Intro des 6. Titels Tokyo Roads klingt das japanische Volkslied Sakura Sakura, bezugnehmend auf die Kirschblüte als Wahrzeichen Tokyos an.

## Rezeption
Das Album hat sich bis heute weltweit über 2,5 Millionen Mal verkauft, die wenigsten Exemplare gingen jedoch vor dem kommerziellen Durchbruch mit Slippery When Wet über die Ladentheke. Zum Zeitpunkt der Veröffentlichung waren die Verkaufszahlen eher gering und erfüllten nicht die Erwartungen von Bon Jovi. Dennoch legte die Band mit 7800° Fahrenheit das musikalische Fundament für ihr drittes Album Slippery When Wet, mit dem sie den kommerziellen Durchbruch schaffte.

### Chartplatzierungen
Album
| ChartsChartplatzierungen       | Höchstplatzierung | Wochen |
| ------------------------------ | ----------------- | ------ |
| Deutschland (GfK)              | 40 (6 Wo.)        | 6      |
| Schweiz (IFPI)                 | 11 (6 Wo.)        | 6      |
| Vereinigtes Königreich (OCC)   | 28 (12 Wo.)       | 12     |
| Vereinigte Staaten (Billboard) | 37 (104 Wo.)      | 104    |

Singles

| Jahr | Titel Album                                    | Höchstplatzierung, Gesamtwochen, AuszeichnungChartplatzierungen (Jahr, Titel, Album, Platzierungen, Wochen, Auszeichnungen, Anmerkungen) | Höchstplatzierung, Gesamtwochen, AuszeichnungChartplatzierungen (Jahr, Titel, Album, Platzierungen, Wochen, Auszeichnungen, Anmerkungen) | Anmerkungen                       |
| Jahr | Titel Album                                    | UK | US | Anmerkungen                       |
| ---- | ---------------------------------------------- | --- | --- | --------------------------------- |
| 1985 | Only Lonely 7800° Fahrenheit                   | — | US54 (8 Wo.)US | Erstveröffentlichung: April 1985  |
| 1985 | In and Out of Love 7800° Fahrenheit            | — | US69 (6 Wo.)US | Erstveröffentlichung: Mai 1985    |
| 1985 | The Hardest Part Is the Night 7800° Fahrenheit | UK68 (4 Wo.)UK | — | Erstveröffentlichung: August 1985 |

## Videoveröffentlichung
1985 erschien mit Breakout: Video Singles eine etwa 30-minütige VHS, die alle bis dahin entstandenen Musikvideos der Gruppe auf einem Video vereinte.
1. In and Out of Love
2. Only Lonely
3. Silent Night
4. She Don't Know Me
5. Runaway
6. The Hardest Part Is the Night (Live)